# Coupe d'Allemagne de football 2022-2023
Navigation
Édition précédente Édition suivante
La Coupe d'Allemagne de football 2022-2023 est la 80e édition de la Coupe d'Allemagne de football (DFB-Pokal) dont le tenant du titre est le RB Leipzig.
Le vainqueur reçoit une place pour la phase de groupes de la Ligue Europa 2023-2024, dans la mesure où il n'est pas qualifié pour la Ligue des champions par l'intermédiaire des quatre premières places du championnat. Dans ce cas, la place reviendrait au club classé sixième du championnat.
La compétition débute avec le premier tour le 29 juillet 2022 et se clôt par la finale, le 3 juin 2023, à l'Olympiastadion Berlin.

## Calendrier
| Tour | Nom                 | Dates retenues                         | Équipes participantes | Équipes gagnantes |
| 1    | Premier tour        | Du 29 juillet 2022 au 1er août 2022    | 64                    | 32                |
| 2    | Seizième de finale  | Les 18 octobre 2022 au 19 octobre 2022 | 32                    | 16                |
| 3    | Huitièmes de finale | Les 31 janvier 2023 au 7 février 2023  | 16                    | 8                 |
| 4    | Quarts de finale    | Les 4 avril 2023 et 5 avril 2023       | 8                     | 4                 |
| 5    | Demi-finale         | Les 2 mai 2023 et 3 mai 2023           | 4                     | 2                 |
| 6    | Finale              | Le 3 juin 2023                         | 2                     | 1                 |

## Clubs participants
Tableau des participants.
| Par les championnats nationaux | Par les championnats nationaux | Par les championnats nationaux | Par les championnats nationaux | Par les championnats nationaux | Par les championnats nationaux | Par les championnats nationaux | Par les championnats nationaux | Par les championnats nationaux | Par les championnats nationaux | Par les championnats nationaux | Par les championnats nationaux |
| --- | --- | --- | --- | --- | --- | --- | --- | --- | --- | --- | --- |
| - 18 clubs de Bundesliga 2021-2022 : - Bayern Munich - RB Leipzig - Borussia Dortmund - VfB Stuttgart - TSG Hoffenheim - Hertha Berlin - SC Fribourg - VfL Bochum - Borussia Mönchengladbach - Greuther Fürth - Eintracht Francfort - Bayer Leverkusen - FC Augsbourg - FSV Mayence - VfL Wolfsburg - Union Berlin - Arminia Bielefeld - FC Cologne | - 18 clubs de Bundesliga 2021-2022 : - Bayern Munich - RB Leipzig - Borussia Dortmund - VfB Stuttgart - TSG Hoffenheim - Hertha Berlin - SC Fribourg - VfL Bochum - Borussia Mönchengladbach - Greuther Fürth - Eintracht Francfort - Bayer Leverkusen - FC Augsbourg - FSV Mayence - VfL Wolfsburg - Union Berlin - Arminia Bielefeld - FC Cologne | - 18 clubs de Bundesliga 2021-2022 : - Bayern Munich - RB Leipzig - Borussia Dortmund - VfB Stuttgart - TSG Hoffenheim - Hertha Berlin - SC Fribourg - VfL Bochum - Borussia Mönchengladbach - Greuther Fürth - Eintracht Francfort - Bayer Leverkusen - FC Augsbourg - FSV Mayence - VfL Wolfsburg - Union Berlin - Arminia Bielefeld - FC Cologne | - 18 clubs de Bundesliga 2021-2022 : - Bayern Munich - RB Leipzig - Borussia Dortmund - VfB Stuttgart - TSG Hoffenheim - Hertha Berlin - SC Fribourg - VfL Bochum - Borussia Mönchengladbach - Greuther Fürth - Eintracht Francfort - Bayer Leverkusen - FC Augsbourg - FSV Mayence - VfL Wolfsburg - Union Berlin - Arminia Bielefeld - FC Cologne | - 18 clubs de 2. Bundesliga 2021-2022 : - FC Nuremberg - Fortuna Düsseldorf - Hanovre 96 - Dynamo Dresde - Schalke 04 - Werder Brême - Hambourg SV - FC Heidenheim - FC St. Pauli - SV Sandhausen - Erzgebirge Aue - SC Paderborn - Jahn Ratisbonne - Holstein Kiel - SV Darmstadt - Hansa Rostock - Karlsruher SC - FC Ingolstadt | - 18 clubs de 2. Bundesliga 2021-2022 : - FC Nuremberg - Fortuna Düsseldorf - Hanovre 96 - Dynamo Dresde - Schalke 04 - Werder Brême - Hambourg SV - FC Heidenheim - FC St. Pauli - SV Sandhausen - Erzgebirge Aue - SC Paderborn - Jahn Ratisbonne - Holstein Kiel - SV Darmstadt - Hansa Rostock - Karlsruher SC - FC Ingolstadt | - 18 clubs de 2. Bundesliga 2021-2022 : - FC Nuremberg - Fortuna Düsseldorf - Hanovre 96 - Dynamo Dresde - Schalke 04 - Werder Brême - Hambourg SV - FC Heidenheim - FC St. Pauli - SV Sandhausen - Erzgebirge Aue - SC Paderborn - Jahn Ratisbonne - Holstein Kiel - SV Darmstadt - Hansa Rostock - Karlsruher SC - FC Ingolstadt | - 18 clubs de 2. Bundesliga 2021-2022 : - FC Nuremberg - Fortuna Düsseldorf - Hanovre 96 - Dynamo Dresde - Schalke 04 - Werder Brême - Hambourg SV - FC Heidenheim - FC St. Pauli - SV Sandhausen - Erzgebirge Aue - SC Paderborn - Jahn Ratisbonne - Holstein Kiel - SV Darmstadt - Hansa Rostock - Karlsruher SC - FC Ingolstadt | - 4 premiers de 3. Liga 2021-2022 : - 1. FC Magdebourg - Eintracht Brunswick - 1. FC Kaiserslautern - TSV 1860 Munich | - 4 premiers de 3. Liga 2021-2022 : - 1. FC Magdebourg - Eintracht Brunswick - 1. FC Kaiserslautern - TSV 1860 Munich | - 4 premiers de 3. Liga 2021-2022 : - 1. FC Magdebourg - Eintracht Brunswick - 1. FC Kaiserslautern - TSV 1860 Munich | - 4 premiers de 3. Liga 2021-2022 : - 1. FC Magdebourg - Eintracht Brunswick - 1. FC Kaiserslautern - TSV 1860 Munich |
| Par ligues régionales | | | | | | | | | | | |
| - Waldhof Mannheim Vainqueur de la coupe du pays de Bade 2021-2022 - SpVgg Bayreuth équipe de Bavière la mieux classée 2021-2022 - FV Illertissen Vainqueur de la coupe de Bavière 2021-2022 - Viktoria Berlin Vainqueur de la coupe de Berlin 2021-2022 - Energie Cottbus Vainqueur de la coupe de Brandebourg 2021-2022 - Bremer SV Vainqueur de la coupe de Brême 2021-2022 - FC Teutonia 05 Ottensen Vainqueur de la coupe de Hambourg 2021-2022 - Kickers Offenbach Vainqueur de la coupe de Hesse 2021-2022 - TSG Neustrelitz Vainqueur de la coupe de Mecklembourg-Poméranie-Occidentale 2021-2022 - Viktoria Cologne Vainqueur de la coupe du Rhin moyen 2021-2022 - SV Straelen Vainqueur de la coupe du bas Rhin 2021-2022 - Schwarz-Weiß Rehden Vainqueur 1 de la coupe 1 de Basse-Saxe 2021-2022 - Blau-Weiß Lohne Vainqueur 2 de la coupe 2 de Basse-Saxe 2021-2022 | - Waldhof Mannheim Vainqueur de la coupe du pays de Bade 2021-2022 - SpVgg Bayreuth équipe de Bavière la mieux classée 2021-2022 - FV Illertissen Vainqueur de la coupe de Bavière 2021-2022 - Viktoria Berlin Vainqueur de la coupe de Berlin 2021-2022 - Energie Cottbus Vainqueur de la coupe de Brandebourg 2021-2022 - Bremer SV Vainqueur de la coupe de Brême 2021-2022 - FC Teutonia 05 Ottensen Vainqueur de la coupe de Hambourg 2021-2022 - Kickers Offenbach Vainqueur de la coupe de Hesse 2021-2022 - TSG Neustrelitz Vainqueur de la coupe de Mecklembourg-Poméranie-Occidentale 2021-2022 - Viktoria Cologne Vainqueur de la coupe du Rhin moyen 2021-2022 - SV Straelen Vainqueur de la coupe du bas Rhin 2021-2022 - Schwarz-Weiß Rehden Vainqueur 1 de la coupe 1 de Basse-Saxe 2021-2022 - Blau-Weiß Lohne Vainqueur 2 de la coupe 2 de Basse-Saxe 2021-2022 | - Waldhof Mannheim Vainqueur de la coupe du pays de Bade 2021-2022 - SpVgg Bayreuth équipe de Bavière la mieux classée 2021-2022 - FV Illertissen Vainqueur de la coupe de Bavière 2021-2022 - Viktoria Berlin Vainqueur de la coupe de Berlin 2021-2022 - Energie Cottbus Vainqueur de la coupe de Brandebourg 2021-2022 - Bremer SV Vainqueur de la coupe de Brême 2021-2022 - FC Teutonia 05 Ottensen Vainqueur de la coupe de Hambourg 2021-2022 - Kickers Offenbach Vainqueur de la coupe de Hesse 2021-2022 - TSG Neustrelitz Vainqueur de la coupe de Mecklembourg-Poméranie-Occidentale 2021-2022 - Viktoria Cologne Vainqueur de la coupe du Rhin moyen 2021-2022 - SV Straelen Vainqueur de la coupe du bas Rhin 2021-2022 - Schwarz-Weiß Rehden Vainqueur 1 de la coupe 1 de Basse-Saxe 2021-2022 - Blau-Weiß Lohne Vainqueur 2 de la coupe 2 de Basse-Saxe 2021-2022 | - Waldhof Mannheim Vainqueur de la coupe du pays de Bade 2021-2022 - SpVgg Bayreuth équipe de Bavière la mieux classée 2021-2022 - FV Illertissen Vainqueur de la coupe de Bavière 2021-2022 - Viktoria Berlin Vainqueur de la coupe de Berlin 2021-2022 - Energie Cottbus Vainqueur de la coupe de Brandebourg 2021-2022 - Bremer SV Vainqueur de la coupe de Brême 2021-2022 - FC Teutonia 05 Ottensen Vainqueur de la coupe de Hambourg 2021-2022 - Kickers Offenbach Vainqueur de la coupe de Hesse 2021-2022 - TSG Neustrelitz Vainqueur de la coupe de Mecklembourg-Poméranie-Occidentale 2021-2022 - Viktoria Cologne Vainqueur de la coupe du Rhin moyen 2021-2022 - SV Straelen Vainqueur de la coupe du bas Rhin 2021-2022 - Schwarz-Weiß Rehden Vainqueur 1 de la coupe 1 de Basse-Saxe 2021-2022 - Blau-Weiß Lohne Vainqueur 2 de la coupe 2 de Basse-Saxe 2021-2022 | - Waldhof Mannheim Vainqueur de la coupe du pays de Bade 2021-2022 - SpVgg Bayreuth équipe de Bavière la mieux classée 2021-2022 - FV Illertissen Vainqueur de la coupe de Bavière 2021-2022 - Viktoria Berlin Vainqueur de la coupe de Berlin 2021-2022 - Energie Cottbus Vainqueur de la coupe de Brandebourg 2021-2022 - Bremer SV Vainqueur de la coupe de Brême 2021-2022 - FC Teutonia 05 Ottensen Vainqueur de la coupe de Hambourg 2021-2022 - Kickers Offenbach Vainqueur de la coupe de Hesse 2021-2022 - TSG Neustrelitz Vainqueur de la coupe de Mecklembourg-Poméranie-Occidentale 2021-2022 - Viktoria Cologne Vainqueur de la coupe du Rhin moyen 2021-2022 - SV Straelen Vainqueur de la coupe du bas Rhin 2021-2022 - Schwarz-Weiß Rehden Vainqueur 1 de la coupe 1 de Basse-Saxe 2021-2022 - Blau-Weiß Lohne Vainqueur 2 de la coupe 2 de Basse-Saxe 2021-2022 | - Waldhof Mannheim Vainqueur de la coupe du pays de Bade 2021-2022 - SpVgg Bayreuth équipe de Bavière la mieux classée 2021-2022 - FV Illertissen Vainqueur de la coupe de Bavière 2021-2022 - Viktoria Berlin Vainqueur de la coupe de Berlin 2021-2022 - Energie Cottbus Vainqueur de la coupe de Brandebourg 2021-2022 - Bremer SV Vainqueur de la coupe de Brême 2021-2022 - FC Teutonia 05 Ottensen Vainqueur de la coupe de Hambourg 2021-2022 - Kickers Offenbach Vainqueur de la coupe de Hesse 2021-2022 - TSG Neustrelitz Vainqueur de la coupe de Mecklembourg-Poméranie-Occidentale 2021-2022 - Viktoria Cologne Vainqueur de la coupe du Rhin moyen 2021-2022 - SV Straelen Vainqueur de la coupe du bas Rhin 2021-2022 - Schwarz-Weiß Rehden Vainqueur 1 de la coupe 1 de Basse-Saxe 2021-2022 - Blau-Weiß Lohne Vainqueur 2 de la coupe 2 de Basse-Saxe 2021-2022 | - FV Engers 07 Vainqueur de la coupe de Rhénanie 2021-2022 - SV Elversberg Vainqueur de la coupe de Sarre 2021-2022 - Chemnitzer FC Vainqueur de la coupe de Saxe 2021-2022 - FC Einheit Wernigerode Finaliste de la coupe de Saxe-Anhalt 2021-2022 - VfB Lübeck Vainqueur de la coupe du Schleswig-Holstein 2021-2022 - SV Oberachern Vainqueur de la coupe du pays de Bade du sud 2021-2022 - TSV Schott Mainz Vainqueur de la coupe du Sud-Ouest 2021-2022 - FC Carl Zeiss Iéna Vainqueur de la coupe de Thuringe 2021-2022 - SV Rödinghausen Vainqueur de la coupe de Westphalie 2021-2022 - 1. FC Kaan-Marienborn équipe de Westphalie la mieux classée 2021-2022 - Stuttgarter Kickers Vainqueur de la coupe de Wurtemberg 2021-2022 | - FV Engers 07 Vainqueur de la coupe de Rhénanie 2021-2022 - SV Elversberg Vainqueur de la coupe de Sarre 2021-2022 - Chemnitzer FC Vainqueur de la coupe de Saxe 2021-2022 - FC Einheit Wernigerode Finaliste de la coupe de Saxe-Anhalt 2021-2022 - VfB Lübeck Vainqueur de la coupe du Schleswig-Holstein 2021-2022 - SV Oberachern Vainqueur de la coupe du pays de Bade du sud 2021-2022 - TSV Schott Mainz Vainqueur de la coupe du Sud-Ouest 2021-2022 - FC Carl Zeiss Iéna Vainqueur de la coupe de Thuringe 2021-2022 - SV Rödinghausen Vainqueur de la coupe de Westphalie 2021-2022 - 1. FC Kaan-Marienborn équipe de Westphalie la mieux classée 2021-2022 - Stuttgarter Kickers Vainqueur de la coupe de Wurtemberg 2021-2022 | - FV Engers 07 Vainqueur de la coupe de Rhénanie 2021-2022 - SV Elversberg Vainqueur de la coupe de Sarre 2021-2022 - Chemnitzer FC Vainqueur de la coupe de Saxe 2021-2022 - FC Einheit Wernigerode Finaliste de la coupe de Saxe-Anhalt 2021-2022 - VfB Lübeck Vainqueur de la coupe du Schleswig-Holstein 2021-2022 - SV Oberachern Vainqueur de la coupe du pays de Bade du sud 2021-2022 - TSV Schott Mainz Vainqueur de la coupe du Sud-Ouest 2021-2022 - FC Carl Zeiss Iéna Vainqueur de la coupe de Thuringe 2021-2022 - SV Rödinghausen Vainqueur de la coupe de Westphalie 2021-2022 - 1. FC Kaan-Marienborn équipe de Westphalie la mieux classée 2021-2022 - Stuttgarter Kickers Vainqueur de la coupe de Wurtemberg 2021-2022 | - FV Engers 07 Vainqueur de la coupe de Rhénanie 2021-2022 - SV Elversberg Vainqueur de la coupe de Sarre 2021-2022 - Chemnitzer FC Vainqueur de la coupe de Saxe 2021-2022 - FC Einheit Wernigerode Finaliste de la coupe de Saxe-Anhalt 2021-2022 - VfB Lübeck Vainqueur de la coupe du Schleswig-Holstein 2021-2022 - SV Oberachern Vainqueur de la coupe du pays de Bade du sud 2021-2022 - TSV Schott Mainz Vainqueur de la coupe du Sud-Ouest 2021-2022 - FC Carl Zeiss Iéna Vainqueur de la coupe de Thuringe 2021-2022 - SV Rödinghausen Vainqueur de la coupe de Westphalie 2021-2022 - 1. FC Kaan-Marienborn équipe de Westphalie la mieux classée 2021-2022 - Stuttgarter Kickers Vainqueur de la coupe de Wurtemberg 2021-2022 | - FV Engers 07 Vainqueur de la coupe de Rhénanie 2021-2022 - SV Elversberg Vainqueur de la coupe de Sarre 2021-2022 - Chemnitzer FC Vainqueur de la coupe de Saxe 2021-2022 - FC Einheit Wernigerode Finaliste de la coupe de Saxe-Anhalt 2021-2022 - VfB Lübeck Vainqueur de la coupe du Schleswig-Holstein 2021-2022 - SV Oberachern Vainqueur de la coupe du pays de Bade du sud 2021-2022 - TSV Schott Mainz Vainqueur de la coupe du Sud-Ouest 2021-2022 - FC Carl Zeiss Iéna Vainqueur de la coupe de Thuringe 2021-2022 - SV Rödinghausen Vainqueur de la coupe de Westphalie 2021-2022 - 1. FC Kaan-Marienborn équipe de Westphalie la mieux classée 2021-2022 - Stuttgarter Kickers Vainqueur de la coupe de Wurtemberg 2021-2022 | - FV Engers 07 Vainqueur de la coupe de Rhénanie 2021-2022 - SV Elversberg Vainqueur de la coupe de Sarre 2021-2022 - Chemnitzer FC Vainqueur de la coupe de Saxe 2021-2022 - FC Einheit Wernigerode Finaliste de la coupe de Saxe-Anhalt 2021-2022 - VfB Lübeck Vainqueur de la coupe du Schleswig-Holstein 2021-2022 - SV Oberachern Vainqueur de la coupe du pays de Bade du sud 2021-2022 - TSV Schott Mainz Vainqueur de la coupe du Sud-Ouest 2021-2022 - FC Carl Zeiss Iéna Vainqueur de la coupe de Thuringe 2021-2022 - SV Rödinghausen Vainqueur de la coupe de Westphalie 2021-2022 - 1. FC Kaan-Marienborn équipe de Westphalie la mieux classée 2021-2022 - Stuttgarter Kickers Vainqueur de la coupe de Wurtemberg 2021-2022 |

- Les ligues avec le grand nombre d'équipes ont chacune deux représentants (Bavière, Basse-Saxe et Westphalie)

## Résultats

### Premier tour
Le premier tour se déroule du 29 juillet 2022 au 1er août 2022. Le tirage au sort a lieu le 29 mai 2022.
| Club recevant           | Score                | Club visiteur            |
| ----------------------- | -------------------- | ------------------------ |
| Jahn Ratisbonne         | 2 - 2 ap (4 - 3 tab) | FC Cologne               |
| 1. FC Kaan-Marienborn   | 0 - 2                | FC Nuremberg             |
| FC Teutonia 05 Ottensen | 0 - 8                | RB Leipzig               |
| Chemnitzer FC           | 1 - 2 ap             | Union Berlin             |
| FC Einheit Wernigerode  | 0 - 10               | SC Paderborn             |
| Kickers Offenbach       | 1 - 4                | Fortuna Düsseldorf       |
| 1. FC Kaiserslautern    | 1 - 2 ap             | SC Fribourg              |
| Waldhof Mannheim        | 0 - 0 ap (5 - 3 tab) | Holstein Kiel            |
| SpVgg Bayreuth          | 1 - 3 ap             | Hambourg SV              |
| Bremer SV               | 0 - 5                | Schalke 04               |
| Viktoria Cologne        | 0 - 5                | Bayern Munich            |
| FV Engers 07            | 1 - 7                | Arminia Bielefeld        |
| TSV Schott Mainz        | 0 - 3                | Hanovre 96               |
| Dynamo Dresde           | 0 - 1                | VfB Stuttgart            |
| SV Elversberg           | 4 - 3                | Bayer Leverkusen         |
| SV Rödinghausen         | 0 - 2 ap             | TSG Hoffenheim           |
| Eintracht Brunswick     | 4 - 4 ap (6 - 5 tab) | Hertha Berlin            |
| SV Oberachern           | 1 - 9                | Borussia Mönchengladbach |
| Blau-Weiß Lohne         | 0 - 4                | FC Augsbourg             |
| Erzgebirge Aue          | 0 - 3                | FSV Mayence              |
| FC Carl Zeiss Iéna      | 0 - 1                | VfL Wolfsburg            |
| 1. FC Magdebourg        | 0 - 4                | Eintracht Francfort      |
| VfB Lübeck              | 1 - 0                | Hansa Rostock            |
| TSG Neustrelitz         | 0 - 8                | Karlsruher SC            |
| Viktoria Berlin         | 0 - 3                | VfL Bochum               |
| Schwarz-Weiß Rehden     | 0 - 4                | SV Sandhausen            |
| FV Illertissen          | 0 - 2                | FC Heidenheim            |
| TSV 1860 Munich         | 0 - 3                | Borussia Dortmund        |
| FC Ingolstadt           | 0 - 3                | SV Darmstadt             |
| SV Straelen             | 3 - 4                | FC St. Pauli             |
| Energie Cottbus         | 0 - 2                | Werder Brême             |
| Stuttgarter Kickers     | 2 - 0                | Greuther Fürth           |

### Seizième de finale
Le deuxième tour se déroule du 18 octobre 2022 au 19 octobre 2022.
| Club recevant       | Score                | Club visiteur            |
| ------------------- | -------------------- | ------------------------ |
| VfB Lübeck          | 0 - 3                | FSV Mayence              |
| Stuttgarter Kickers | 0 - 2                | Eintracht Francfort      |
| Waldhof Mannheim    | 0 - 1                | FC Nuremberg             |
| RB Leipzig          | 4 - 0                | Hambourg SV              |
| SV Elversberg       | 0 - 1                | VfL Bochum               |
| Eintracht Brunswick | 1 - 2                | VfL Wolfsburg            |
| TSG Hoffenheim      | 5 - 1                | Schalke 04               |
| SV Darmstadt        | 2 - 1                | Borussia Mönchengladbach |
| Hanovre 96          | 0 - 2                | Borussia Dortmund        |
| SC Fribourg         | 2 - 1 ap             | FC St. Pauli             |
| SV Sandhausen       | 2 - 2 ap (6 - 5 tab) | Karlsruher SC            |
| SC Paderborn        | 2 - 2 ap (3 - 2 tab) | Werder Brême             |
| FC Augsbourg        | 2 - 5                | Bayern Munich            |
| VfB Stuttgart       | 6 - 0                | Arminia Bielefeld        |
| Union Berlin        | 2 - 0                | FC Heidenheim            |
| Jahn Ratisbonne     | 0 - 3                | Fortuna Düsseldorf       |

### Huitièmes de finale
Les huitièmes de finale se déroulent les 31 janvier 2023 et 8 février 2023.
| Club recevant       | Score                | Club visiteur      |
| ------------------- | -------------------- | ------------------ |
| Eintracht Francfort | 4 - 2                | SV Darmstadt       |
| FC Nuremberg        | 1 - 1 ap (5 - 3 tab) | Fortuna Düsseldorf |
| Union Berlin        | 2 - 1                | VfL Wolfsburg      |
| VfL Bochum          | 1 - 2                | Borussia Dortmund  |
| SC Paderborn        | 1 - 2                | VfB Stuttgart      |
| SV Sandhausen       | 0 - 2                | SC Fribourg        |
| FSV Mayence         | 0 - 4                | Bayern Munich      |
| RB Leipzig          | 3 - 1                | TSG Hoffenheim     |

### Quarts de finale
Les quarts de finale se déroulent les 4 avril 2023 et 5 avril 2023.
| Club recevant       | Score | Club visiteur     |
| ------------------- | ----- | ----------------- |
| Bayern Munich       | 1 - 2 | SC Fribourg       |
| Eintracht Francfort | 2 - 0 | Union Berlin      |
| FC Nuremberg        | 0 - 1 | VfB Stuttgart     |
| RB Leipzig          | 2 - 0 | Borussia Dortmund |

### Demi-finales
Les demi-finales se déroulent les 2 mai 2023 et 3 mai 2023.
| Club recevant | Score | Club visiteur       |
| ------------- | ----- | ------------------- |
| SC Fribourg   | 1 - 5 | RB Leipzig          |
| VfB Stuttgart | 2 - 3 | Eintracht Francfort |

## Finale
| 3 juin 2023 | RB Leipzig                  | 2 - 0   | Eintracht Francfort | Olympiastadion, Berlin                          |                                                 |
| 20h00 CEST  | 71e Nkunku · 85e Szoboszlai | (0 - 0) |                     | Spectateurs : 74 667 Arbitrage : Daniel Siebert | Spectateurs : 74 667 Arbitrage : Daniel Siebert |

## Primes
Pour la Coupe d'Allemagne de football 2022-2023, 74 millions d'euros sont reversés aux participants  :
| Tour atteint                     | Prime par équipe | Prime cumulée par équipe | Prime par tour | Prime par tour cumulée |
| -------------------------------- | ---------------- | ------------------------ | -------------- | ---------------------- |
| Premier tour (64 équipes)        | 0.209.247 €      | 0.209.247 €              | 0.13.391.808 € | 0.13.391.808 €         |
| Deuxième tour (32 équipes)       | 0.418.494 €      | 0.627.741 €              | 0.13.391.808 € | 26.783.616 €           |
| Huitièmes de finale (16 équipes) | 0.836.988 €      | 1.464.729 €              | 13.391.808 €   | 40.175.424 €           |
| Quarts de finale (8 équipes)     | 1.673.975 €      | 3.138.704 €              | 13.391.800 €   | 53.567.224 €           |
| Demi-finale (4 équipes)          | 3.347.950 €      | 6.486.654 €              | 13.391.800 €   | 66.959.024 €           |
| Finaliste (perdant) (1 équipe)   | 2.880.000 €      | 9.366.654 €              | 2.880.000 €    | 69.839.024 €           |
| Finaliste (vainqueur) (1 équipe) | 4.320.000 €      | 10.806.654 €             | 4.320.000 €    | 74.159.024 €           |